# Steve Knight (polityk)
Steve Knight właściwie Stephen Thomas Knight (ur. 17 grudnia 1966 w Edwards) – amerykański polityk, członek Partii Republikańskiej.

## Działalność polityczna
Od 2008 do 2012 zasiadał w Zgromadzeniu Stanowym Kalifornii, następnie w Senacie stanu Kalifornia, a od 3 stycznia 2015 do 3 stycznia 2019 był przez dwie kadencje przedstawicielem 25. okręgu wyborczego w stanie Kalifornia w Izbie Reprezentantów Stanów Zjednoczonych.